# The Breaker Upperers
The Breaker Upperers es una película de comedia romántica neozelandesa escrita, dirigida y protagonizada por Madeleine Sami y Jackie van Beek. Fue producida ejecutivamente por Taika Waititi. La película trata sobre dos mujeres cínicas respecto al amor, que dirigen una agencia que ayuda a romper parejas. La película se estrenó en Nueva Zelanda el 3 de mayo de 2018 e internacionalmente en Netflix (excluyendo Nueva Zelanda y Australia) el 15 de febrero de 2019. Tras su estreno, la película recibió críticas positivas y fue un éxito de taquilla en Nueva Zelanda.

## Reparto
- Jackie van Beek como Jennifer
- Madeleine Sami como Mel
- James Rolleston como Jordan
- Celia Pacquola como Anna
- Rima Te Wiata como Shona, la madre de Jen
- Oscar Kightley como cliente
- Ana Scotney como Sepa
- Cohen Holloway como Joe
- Karen O'Leary como policía lesbiana
- Rose Matafeo como chica de caja
- Jemaine Clement como cita de Tinder
- Lucy Lawless como cliente
- Tom Sainsbury como Hombre #1

## Estreno
La película fue estrenada el 8 de mayo de 2018 en Nueva Zelanda.